# Եւ
Das և (Ligatur aus ե (Eč̕) und ւ (Hiwn)) ist der 37. Buchstabe des ostarmenischen Alphabets; im Westarmenischen kommt er nicht vor. Der Buchstabe stellt seit der armenischen Rechtschreibreformen 1922–1924 im Ostarmenischen den Laut [ɛv] (im Anlaut [jɛv]) dar und wird im Deutschen mit dem Digraphen ew oder (im Anlaut) mit dem Trigraphen jew transkribiert. Er existiert nur als Kleinbuchstabe.
Der Buchstabe hat keinen Zahlenwert. 

## Zeichenkodierung
Das Zeichen ARMENIAN SMALL LIGATURE ECH YIWN ist in Unicode am Codepunkt U+0587 zu finden.